# 高野幸大
高野 幸大（たかの ゆきひろ、1957年7月8日 - 2021年4月13日）は、日本の法学者。専門は公法学（租税法、行政法）。

## 経歴
神奈川県出身。早稲田大学政治経済学部卒。早稲田大学大学院法学研究科を経て、1992年明海大学講師、1997年同助教授、2000年国士舘大学助教授、2001年同教授。2005年東洋大学法学部に移る。同大学では第一部企業法学科企業法学科教授を務めた。租税法学会理事（1998年 - 2021年）。公認会計士試験試験委員（2006年 - 2010年）。2021年3月31日に東洋大学を退職し、名誉教授となったが、4月13日に死去した。

## 業績
資産課税、租税手続法、イギリス租税法などの分野を中心に、多くの論文を発表した。とくに晩年には、首藤重幸教授退職記念論集に寄稿した論文において、高野の師匠である新井隆一の「行政法における私人の行為の理論」を展開して、租税法における私人の行為に焦点をしぼり、制限行為能力者の納税義務履行行為を具体的に論じた。これは、高齢社会における税務行政のあり方に関する高野の現代的な問題意識によるものであり、高野の数多い業績の中においても新たな境地を開くものであった。判例評釈や事例研究も数多い。